# Lékovka

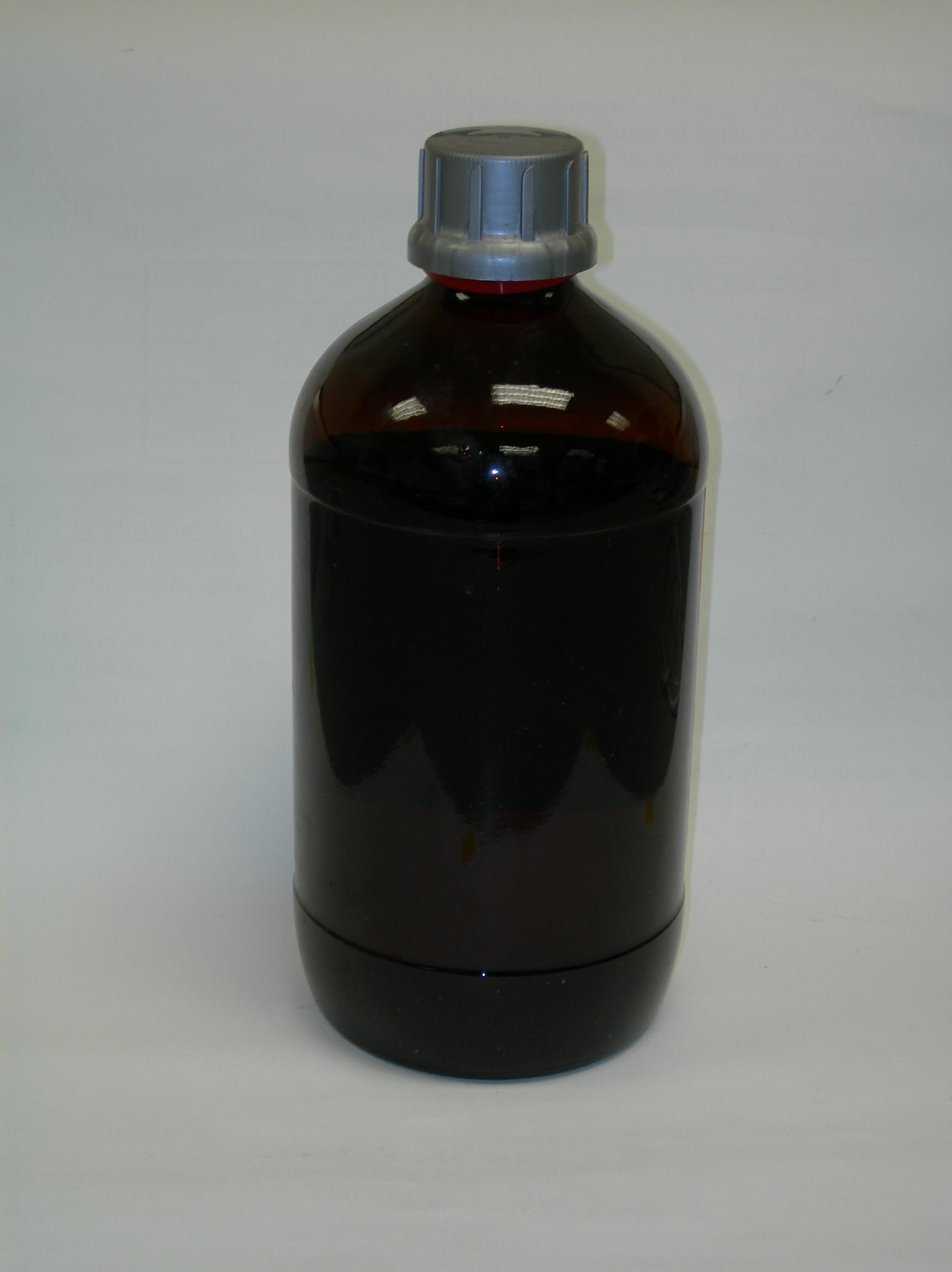
Lékovka

Lékovka je malá lahvička z hnědého skla, podobná reagenční láhvi. Na rozdíl od ní je opatřena šroubovacím uzávěrem a je menší - běžné objemy jsou od 10 ml do 100 ml (vyrábí se od 5 ml do 250 ml). Na rozdíl od reagenční láhve má širší využití - od skladování malých množství látek přes léky po malá množství parfumérských přísad. Může být uzavřena víčkem či kapátkem.